# Skylab 2
Skylab 2 eller SL-2 var den första besättningen som ankom till den amerikanska rymdstationen Skylab. Farkosten sköts upp med en Saturn IB-raket från Kennedy Space Center LC 39B den 25 maj 1973.
Man dockade med rymdstationen den 26 maj 1973.
Efter 26 dagar ombord lämnade man rymdstationen den 22 juni 1973. Några timmar senare återinträdde man i jordens atmosfär och landade i Stilla havet.
Besättningen bestod av astronauterna Pete Conrad, Paul Weitz och Joseph Kerwin.
Under flygningen aktiverade man rymdstationen och reparerade några av de skador som uppstod på rymdstationen då den sköts upp.

### Fotnoter
1. ↑  ”NASA Space Science Data Coordinated Archive” (på engelska). NASA. https://nssdc.gsfc.nasa.gov/nmc/spacecraft/display.action?id=1973-032A. Läst 27 mars 2020.